# Antoine-Léonce Michaux
Pour les articles homonymes, voir Michaux.
 Antoine-Léonce Michaux (1822-1893) est un administrateur colonial et un officier de marine français.

## Biographie
Né en Guadeloupe, d'Antoine Cézaire Michaux, propriétaire à Basse-Terre et de Marie Solitude Assez Marsan, Antoine-Léonce Michaux entre aux écritures de l'administration de la Marine et des Colonies en septembre 1841. Il gravit les échelons au sein du commissariat attaché à la Marine, et est nommé commissaire-adjoint en 1855, puis commissaire général en janvier 1866. Il effectue une partie de son service à la Guadeloupe entre 1863 et 1869, travaillant sous le gouvernorat de Charles Frébault, un temps aux côtés de Napoléon Joseph Louis Bontemps. Fin 1869, il est en Nouvelle-Calédonie, nommé auprès de l'amiral Charles Guillain. Après la chute du Second Empire, il remplace Bontemps au poste de gouverneur de l'Inde française à Pondichéry, poste qu'il n'occupe que quelques mois (juin-novembre 1871). 
D'avril 1876 à août 1877, il est le haut-commissaire du gouvernement français, au sein du protectorat du Royaume de Tahiti. Il termine sa carrière comme commissaire général-payeur en Martinique, vers 1879. 
Il meurt le 26 janvier 1893.

## Distinctions
- Officier de la Légion d'honneur (13 février 1872)[3]